# Paté

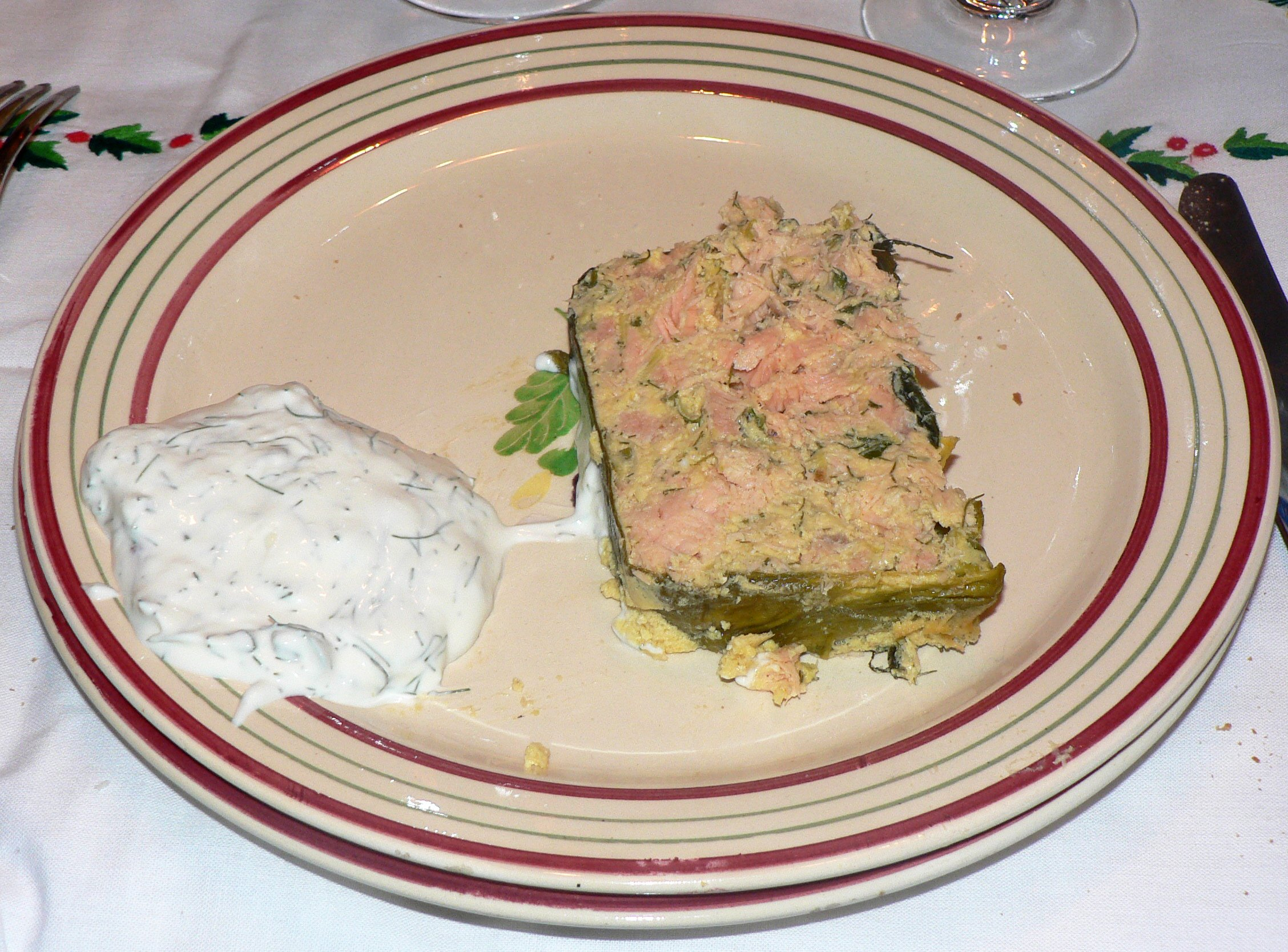
Laxpaté

Denna artikel handlar om maträtten. För nattvardssilver se Paten
Pâté är den franska motsvarigheten till det som på svenska kallas pastej, men i den svenska handeln förknippas pâté typiskt med lite andra egenskaper än pastej.
En pâté är en maträtt huvudsakligen beredd av färs av fisk, skaldjur, kött eller fågel, speciellt lever och späck. Färsen av en eller flera kött-, fisk- eller skaldjurssorter blandas i rått tillstånd med kryddor och ägg och eventuellt andra bindemedel. Pâtén gräddas i vattenbad i ugnen vid relativt låg temperatur under relativt lång tid, som pâté en terrine, till skillnad från pâté en croûte som görs lite mer likt paj (inbakad) eller köttfärslimpa. Avsikten är att vald tillagningsmetod ska bevara mera av aromerna än tillagning i gryta etc. En fågel som fyllts med pâté-smet kallas galantine. Även frukt kan bakas in i en pâté.
Pâté äts vanligen kall, gärna med sötsura tillbehör, såsom Cumberlandsås och ättiksgurka. Den kan ingå i för- eller huvudrätter, smörgåsbord/julbord och används som smörgåspålägg.
Leverpastej är en traditionell variant av paté vanlig i Norden, samt Leberwurst i Tyskland.
Pâté chinois är en rätt från kanadensiska Québec, ska inte förväxlas med pâté enligt ovan, utan har likheter med den engelska shepherd's pie. Den är traditionellt baserad på nöt/kalvfärs, majs, ofta lök och paprika och sedan täckt med potatismos och gratinerad i ugn. 
Det franska ordet pâté kommer från latinets pastata, av pasta (deg), liksom det svenska ordet pastej (genom lågtyskans pasteie) . Ordet pâte i olika former i betydelsen deg förekommer även i namnet på bl.a. piroger på flera språk, samt pastaprodukter, ex. pâté russe(fr), pasty(en), pastry(en) och pasteija(fi), men ska inte förväxlas.
Pâté tros ha beretts i Sumer redan 1700 f.Kr, och i Frankrike 1000 e.Kr. Det är dokumenterat att pâté serverades 1452 för att hedra hertig Philippe le Bon.